# Протестантизм в Аргентине

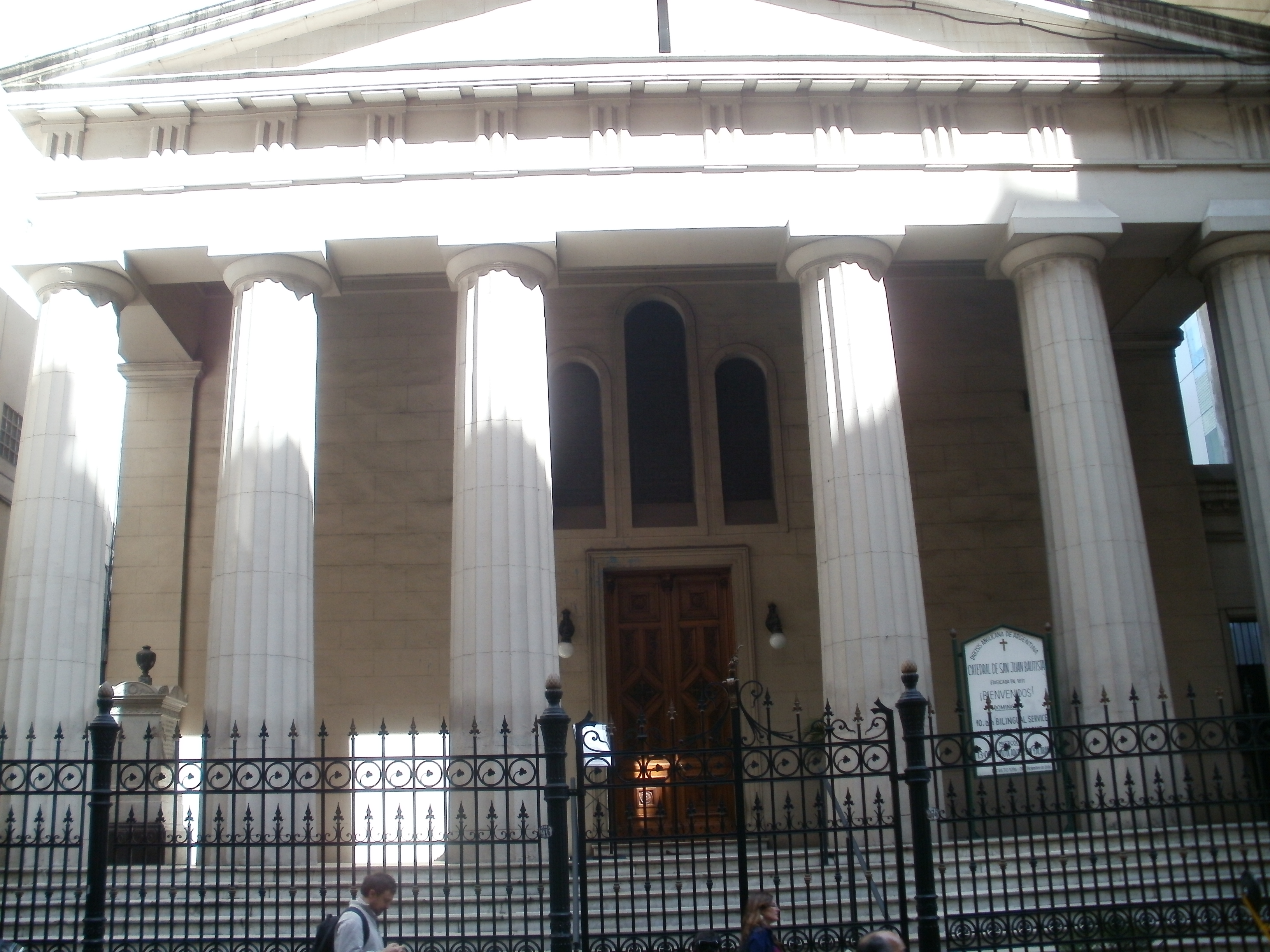
Кафедральный собор англиканской церкви

Протестантизм в Аргентине — одно из направлений христианства в стране. «Энциклопедия религий» Дж. Г. Мелтона насчитала в 2000 году в Аргентине 2,3 млн традиционных протестантов и 2 млн верующих местных независимых церквей протестантского толка. По данным социологических опросов протестанты составляли 8,5% населения в 2000 году и 9% в 2008 году.

## Исторический обзор

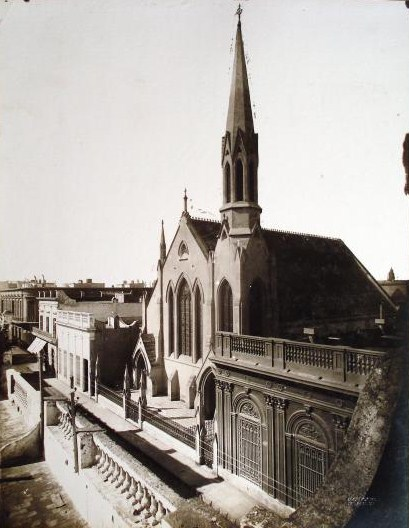
Методистская церковь в Буэнос-Айресе (1874)

Христианскую религию в Аргентину принесли миссионеры-францисканцы в 1539 году. Появление протестантизма в начале XIX века связано с европейской иммиграцией. Первым протестантским миссионером в стране был Джеймс Томпсон, агент Британского библейского общества. Томпсон основал в стране свыше 100 общеобразовательных школ. Позже дело просвещения продолжил пастор У. Моррис, руководивший обучением сотен тысяч детей. Моррис стал одним из символов протестантской миссии в Латинской Америке, в Буэнос-Айресе ему установлена семиметровая статуя с надписью «Святой Аргентины».
В 1825 году Аргентина заключила договор о дружбе с Великобританией, гарантировавший подданным королевства свободу совести и богослужений. Уже в 1829 году в Буэнос-Айресе была открыта первая протестантская (англиканская) церковь. В 1836 году в страну прибыли американские методистские миссионеры, в 1843 году к ним присоединились лютеране и реформаты. У истоков баптистского движения в стране стоял европеец Пабло Бессон (1848—1932), основавший в 1883 году первую церковь в Буэнос-Айресе. В 1903 году баптистская миссия была усилена сотрудниками Южной баптистской конвенции, а в 1908 году в стране была создана Евангельская баптистская конвенция Аргентины.
Первоначально протестантские церкви формировались вокруг иммигрантских общин (английских методистов, шотландских пресвитериан, немецких и скандинавских лютеран, итальянских вальденсов, голландских меннонитов и голландских реформаторов). Однако уже в 1850-х годах англикане начали миссионерскую работу среди индейцев Патагонии, а затем и в Чако. Проповедь протестантизма среди католиков Аргентины активизировалась к концу XIX века, с прибытием плимутских братьев (1882), Армии Спасения (1882), Адвентистов седьмого дня (1894), сотрудников Христианского и миссионерского альянса (1895).

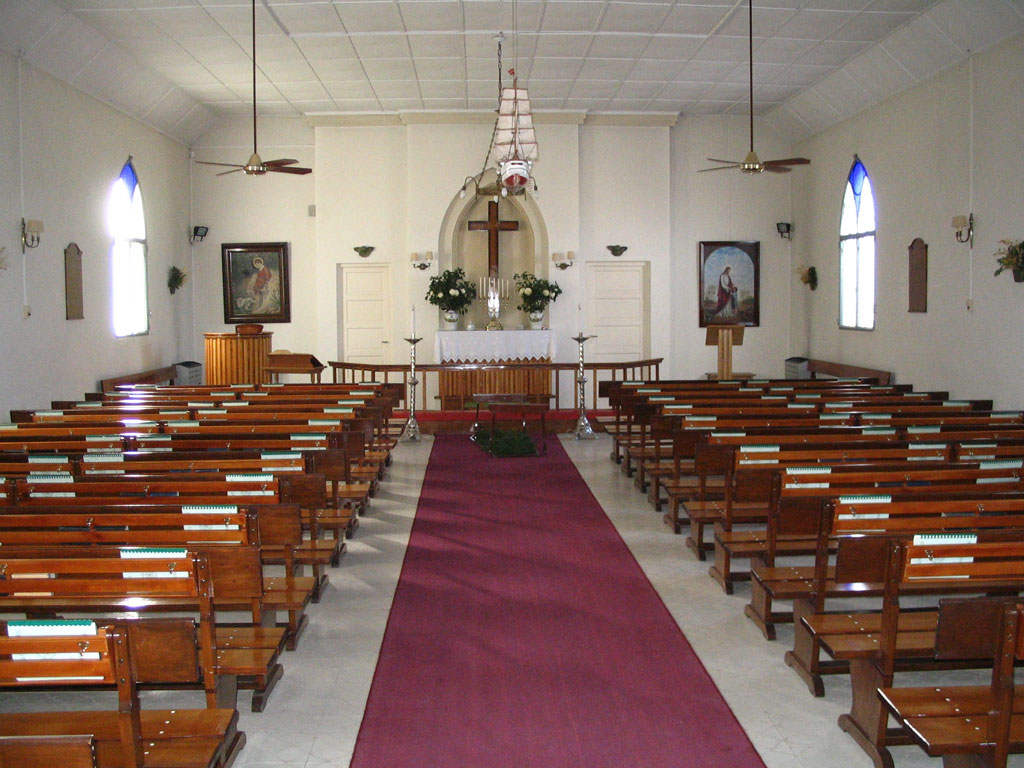
Церковь датских лютеран

Первым пятидесятническим миссионером в Аргентине был Луиджи Франческон (1866—1964), прибывший в страну в 1909 году. Ассамблеи Бога действуют в Аргентине с 1914 года. Впоследствии свои миссии в стране открыли Пятидесятнические ассамблеи Канады (1921), Пятидесятническая церковь святости (1930), Церковь Бога (1940), Церковь Бога пророчеств (1955), Объединённая пятидесятническая церковь (1967). Пятидесятнические церкви пережили стремительный рост в ходу широкого национального возрождения 1950-х годов. В 1967 году во время домашнего молитвенного собрание община плимутских братьев пережила крещение Святым Духом. Начавшееся вслед за этим мощное харизматическое пробуждение впоследствии распространилось на другие традиционные протестантские и католические общины. Харизматическое пробуждение среди католиков поддержал аргентинский кардинал Бергольо, ставший впоследствии папой Франциском. «Служения исцеления», проводимые Омаром Кабрерой, Карлосом Анакондиа, Эктором Хименесом и другими в 1970-х и 80-х годах, привели к рождению новых аргентинских пятидесятнических церквей.

## Современное состояние

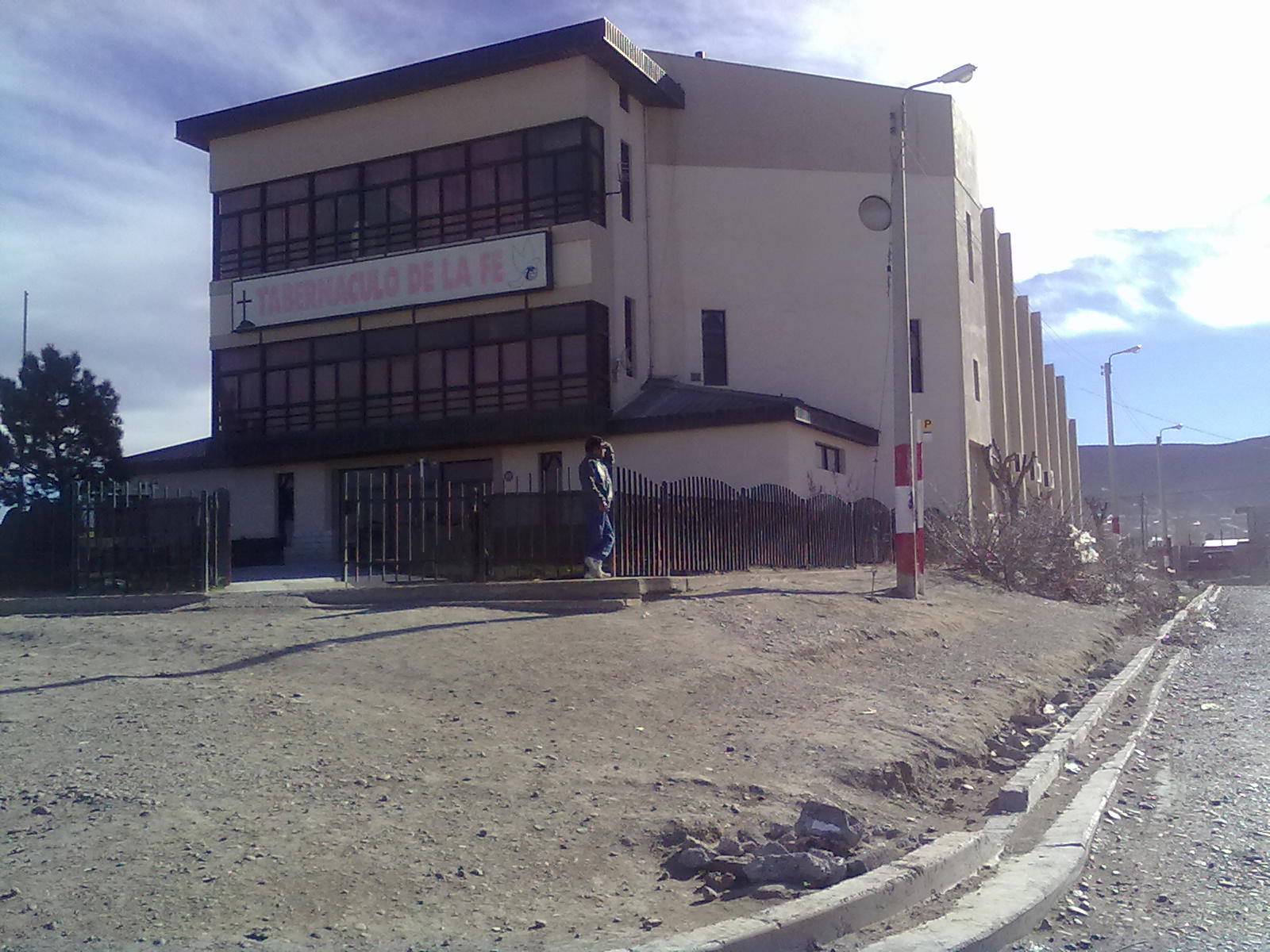
Церковь «Скиния веры» в Комодоро-Ривадавии

Большинство аргентинских протестантов — пятидесятники. Численность пятидесятников оценивается от 2,9 млн до 3,17 млн (или 7,9 % населения). В 2000 году пятидесятники составляли более 70 % от всех аргентинских протестантов. Численность пятидесятников неуклонно растёт; в 1995 году в стране было 1,7 млн верующих данной конфессии.
Крупнейшей протестантской конфессией является Национальный союз Ассамблей Бога (входит во Всемирное братство Ассамблей Бога). Союз объединяет 934 тыс. верующих в 1154 церквах. Среди других международных пятидесятнических союзов следует отметить Миссию Нового Завета (118 тыс.), Пятидесятническую церковь Бога (103 тыс.), Евангелическую пятидесятническую церковь Чили (76,5 тыс.), Церковь четырёхстороннего Евангелия (65 тыс.), Христианские ассамблеи (48 тыс.), Церковь Бога (40 тыс.), Церкви «Открытой Библии» (27 тыс. крещённых членов), Объединённую пятидесятническую церковь Аргентины (23,5 тыс.), Пятидесятническую церковь святости (23 тыс.), Вселенскую церковь Царства Божьего, Церковь Бога пророчеств, Пятидесятническую церковь Бога.

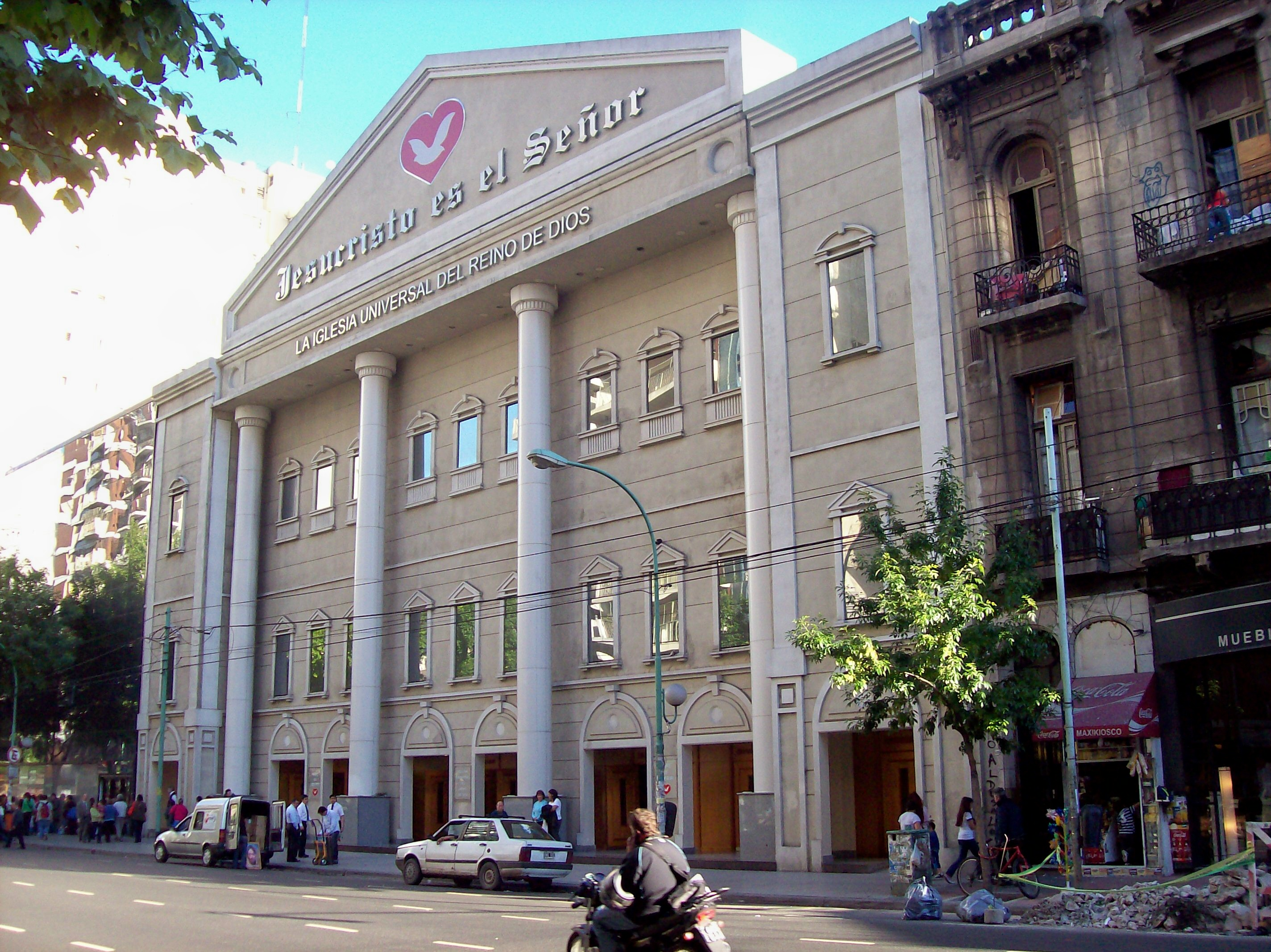
Храм Вселенской церкви царства Божьего в Буэнос-Айресе

Ряд пятидесятнических церквей возникли в Аргентине. Скандинавская (шведско-норвежская) миссия стояла у истоков Независимых Ассамблеи Бога (1,1 тыс. церквей и 500 тыс. верующих). В 1965 году Омар Кабрера основал церковь «Видение будущего», которая в настоящий момент объединяет 300 тыс. христиан из 595 общин. Другими пятидесятническими союзами являются Церковь «Миссия Господа» (72,5 тыс.), Объединённая евангельская церковь (59 тыс.), Братство евангельских христианских церквей, Пятидесятническая церковь «Волны любви и мира», Евангельская ассоциация «Филадельфия», Миссионерская евангельская церковь, Христианский союз Чубута. Две пятидесятнические церкви из Аргентины — Христианская библейская церковь (30 тыс.) и Ассоциация Церквей Бога (8 тыс.), являются одними из немногих пятидесятнических церквей, входящих во Всемирный совет церквей.
Помимо пятидесятников в стране присутствуют баптисты (168 тыс.), плимутские братья (158 тыс.), адвентисты (113 тыс.), Новоапостольская церковь, церкви Движения святости (47 тыс.), лютеране (72 тыс.), пресвитериане (79 тыс.), англикане (22 тыс.), конгрегационалисты (20 тыс.), методисты (9 тыс.), реформаты (9 тыс.), вальденсы (17 тыс.), меннониты (2 тыс.).
В 1958 году на основе Конфедерации евангелических церквей Ла-Платы в стране была создана Аргентинская федерация евангелических церквей. В настоящее время Федерацию входят большинство деноминаций традиционных протестантов. Федерация является членом Латиноамериканского совета церквей и Всемирного совета церквей. Многие из консервативных евангельских церквей входят в Альянс евангельских церквей Аргентины, который связан со Всемирным евангельским альянсом.